# Liste der Bodendenkmäler in Vohburg an der Donau
Auf dieser Seite sind die Bodendenkmäler in der oberbayerischen Stadt Vohburg an der Donau zusammengestellt. Diese Tabelle ist eine Teilliste der Liste der Bodendenkmäler in Bayern. Grundlage ist die Bayerische Denkmalliste, die auf Basis des Bayerischen Denkmalschutzgesetzes vom 1. Oktober 1973 erstmals erstellt wurde und seither durch das Bayerische Landesamt für Denkmalpflege geführt wird. Die folgenden Angaben ersetzen nicht die rechtsverbindliche Auskunft der Denkmalschutzbehörde.

## Bodendenkmäler in der Stadt

### Bodendenkmäler in der Gemarkung Dünzing
| Lage                            | Objekt | Akten-Nr.     | Bild           |
| ------------------------------- | --- | ------------- | -------------- |
| Dünzing (Standort)              | Siedlung des Mittelneolithikums, des Jungneolithikums, der Bronzezeit, der Urnenfelderzeit, der Hallstattzeit und der Latènezeit, Abschnittsbefestigung des Mittelalters. | D-1-7235-0064 |                |
| Dünzing (Standort)              | Siedlung des Mittelneolithikums, der Urnenfelderzeit, der Hallstattzeit und der Latènezeit, Bestattungsplatz vor- und frühgeschichtlicher Zeitstellung.                   | D-1-7235-0065 |                |
| Dünzing (Standort)              | Siedlung des Altneolithikums, des Mittelneolithikums, der Bronzezeit und der Hallstattzeit; Gräber des Neolithikums, der späten Bronzezeit und frühen Urnenfelderzeit.    | D-1-7235-0066 |                |
| Dünzing (Standort)              | Siedlung vor- und frühgeschichtlicher Zeitstellung, Gräber des Neolithikums und der späten Bronzezeit und frühen Urnenfelderzeit.                                         | D-1-7235-0099 |                |
| Dünzing (Standort)              | Siedlung vorgeschichtlicher Zeitstellung, Gräberfeld und Grabenwerk vor- und frühgeschichtlicher Zeitstellung. Siehe auch: Grabenwerk                                     | D-1-7235-0100 |                |
| Dünzing (Standort)              | Siedlung des Neolithikums. | D-1-7235-0101 |                |
| Dünzing (Standort)              | Siedlung vor- und frühgeschichtlicher Zeitstellung. | D-1-7235-0102 |                |
| Dünzing (Standort)              | Siedlung vor- und frühgeschichtlicher Zeitstellung. | D-1-7235-0103 |                |
| Dünzing (Standort)              | Siedlung vor- und frühgeschichtlicher Zeitstellung. | D-1-7235-0104 |                |
| Dünzing (Standort)              | Siedlung vor- und frühgeschichtlicher Zeitstellung. | D-1-7235-0105 |                |
| Dünzing (Standort)              | Siedlung vor- und frühgeschichtlicher Zeitstellung. | D-1-7235-0106 |                |
| Dünzing (Standort)              | Straße vor- oder frühgeschichtlicher Zeitstellung. | D-1-7235-0107 |                |
| Dünzing (Standort)              | Siedlung und Herrenhof der Hallstattzeit. | D-1-7235-0108 |                |
| Dünzing (Standort)              | Siedlung vor- und frühgeschichtlicher Zeitstellung. | D-1-7235-0109 |                |
| Dünzing (Standort)              | Siedlung der Urnenfelderzeit und der Hallstattzeit. | D-1-7235-0110 |                |
| Dünzing (Standort)              | Siedlung und Gräberfeld vor- und frühgeschichtlicher Zeitstellung. | D-1-7235-0111 |                |
| Dünzing (Standort)              | Siedlungen vorgeschichtlicher Zeitstellung, unter anderem des Altneolithikums.                                                                                            | D-1-7235-0112 |                |
| Dünzing (Standort)              | Siedlung und Grabenwerk vor- und frühgeschichtlicher Zeitstellung. Siehe auch: Grabenwerk                                                                                 | D-1-7235-0113 |                |
| Dünzing (Standort)              | Siedlung des Altneolithikums, des Mittelneolithikums, der Hallstattzeit und der Latènezeit.                                                                               | D-1-7235-0114 |                |
| Dünzing (Standort)              | Siedlung des Neolithikums und Grabenanlage vor- und frühgeschichtlicher Zeitstellung.                                                                                     | D-1-7235-0115 |                |
| Dünzing (Standort)              | Siedlung vorgeschichtlicher Zeitstellung. | D-1-7235-0116 |                |
| Dünzing (Standort)              | Siedlung vorgeschichtlicher Zeitstellung. | D-1-7235-0117 |                |
| Dünzing (Standort)              | Kreisgraben vor- und frühgeschichtlicher Zeitstellung. Siehe auch: Kreisgraben                                                                                            | D-1-7235-0118 |                |
| Dünzing (Standort)              | Siedlung vor- und frühgeschichtlicher Zeitstellung. | D-1-7235-0119 |                |
| Dünzing (Standort)              | Siedlung vor- und frühgeschichtlicher Zeitstellung. | D-1-7235-0120 |                |
| Dünzing (Standort)              | Siedlung vor- und frühgeschichtlicher Zeitstellung. | D-1-7235-0121 |                |
| Dünzing Bergstraße 4 (Standort) | Mittelalterliche und frühneuzeitliche Befunde im Bereich der Katholischen Filialkirche St. Nikolaus in Dünzing.                                                           | D-1-7235-0140 | weitere Bilder |
| Dünzing (Standort)              | Siedlung vor- und frühgeschichtlicher Zeitstellung, Gräber des frühen Mittelalters.                                                                                       | D-1-7235-0398 |                |
| Dünzing (Standort)              | Siedlung des Neolithikums und Gräber vor- und frühgeschichtlicher Zeitstellung.                                                                                           | D-1-7235-0399 |                |
| Dünzing (Standort)              | Siedlung vor- und frühgeschichtlicher Zeitstellung. | D-1-7235-0400 |                |
| Dünzing (Standort)              | Siedlung der Bronzezeit. | D-1-7235-0405 |                |
| Dünzing (Standort)              | Siedlung der mittleren Bronzezeit. | D-1-7235-0406 |                |
| Dünzing (Standort)              | Siedlung vor- und frühgeschichtlicher Zeitstellung. | D-1-7235-0408 |                |
| Dünzing (Standort)              | Siedlung der Bronzezeit. | D-1-7235-0447 |                |

### Bodendenkmäler in der Gemarkung Ilmendorf
| Lage                 | Objekt                                                                                       | Akten-Nr.     | Bild |
| -------------------- | -------------------------------------------------------------------------------------------- | ------------- | ---- |
| Ilmendorf (Standort) | Siedlung der vorgeschichtlichen Metallzeiten. Gräber der Urnenfelder- und der Hallstattzeit. | D-1-7235-0283 |      |
| Ilmendorf (Standort) | Siedlung vor- und frühgeschichtlicher Zeitstellung.                                          | D-1-7235-0396 |      |

### Bodendenkmäler in der Gemarkung Irsching
| Lage                              | Objekt | Akten-Nr.     | Bild |
| --------------------------------- | --- | ------------- | ---- |
| Irsching (Standort)               | Gräber des frühen Mittelalters. | D-1-7235-0302 |      |
| Irsching (Standort)               | Siedlung vor- und frühgeschichtlicher Zeitstellung.                                                                                 | D-1-7235-0304 |      |
| Irsching (Standort)               | Siedlung vor- und frühgeschichtlicher Zeitstellung.                                                                                 | D-1-7235-0305 |      |
| Irsching (Standort)               | Siedlung der Urnenfelder- und der Hallstattzeit.                                                                                    | D-1-7235-0306 |      |
| Irsching Pfarrgasse 16 (Standort) | Mittelalterliche und frühneuzeitliche Befunde im Bereich der Katholischen Pfarrkirche St. Ottilia in Irsching. Siehe auch: Irsching | D-1-7235-0307 |      |
| Irsching (Standort)               | Siedlung vor- und frühgeschichtlicher Zeitstellung.                                                                                 | D-1-7235-0308 |      |
| Irsching (Standort)               | Teilstück einer Straße vor- und frühgeschichtlicher Zeitstellung.                                                                   | D-1-7235-0309 |      |
| Irsching (Standort)               | Siedlung vor- und frühgeschichtlicher Zeitstellung.                                                                                 | D-1-7235-0311 |      |
| Irsching (Standort)               | Siedlung vor- und frühgeschichtlicher Zeitstellung.                                                                                 | D-1-7235-0313 |      |
| Irsching (Standort)               | Siedlung vor- und frühgeschichtlicher Zeitstellung.                                                                                 | D-1-7235-0314 |      |
| Irsching (Standort)               | Siedlung vor- und frühgeschichtlicher Zeitstellung.                                                                                 | D-1-7235-0315 |      |
| Irsching (Standort)               | Siedlung vor- und frühgeschichtlicher Zeitstellung.                                                                                 | D-1-7235-0316 |      |
| Irsching (Standort)               | Siedlung vor- und frühgeschichtlicher Zeitstellung.                                                                                 | D-1-7235-0317 |      |
| Irsching (Standort)               | Brandgräber vorgeschichtlicher Zeitstellung. Siehe auch: Brandgrab                                                                  | D-1-7235-0329 |      |
| Irsching (Standort)               | Siedlung vor- und frühgeschichtlicher Zeitstellung.                                                                                 | D-1-7235-0360 |      |
| Irsching (Standort)               | Siedlung vor- und frühgeschichtlicher Zeitstellung.                                                                                 | D-1-7235-0361 |      |
| Irsching (Standort)               | Siedlung vor- und frühgeschichtlicher Zeitstellung.                                                                                 | D-1-7235-0362 |      |
| Irsching (Standort)               | Siedlung vor- und frühgeschichtlicher Zeitstellung.                                                                                 | D-1-7235-0363 |      |
| Irsching (Standort)               | Siedlung vor- und frühgeschichtlicher Zeitstellung.                                                                                 | D-1-7235-0364 |      |

### Bodendenkmäler in der Gemarkung Menning
| Lage                             | Objekt | Akten-Nr.     | Bild           |
| -------------------------------- | --- | ------------- | -------------- |
| Menning (Standort)               | Siedlung vorgeschichtlicher Zeitstellung und der römischen Kaiserzeit (Villa rustica). Siehe auch: Villa rustica                                    | D-1-7235-0072 |                |
| Menning (Standort)               | Siedlungen des Alt-, Mittel- und Jungneolithikums, der späten Hallstatt- bis frühen Latènezeit sowie der römischen Kaiserzeit.                      | D-1-7235-0074 |                |
| Menning (Standort)               | Siedlung der Vorgeschichte, Villa rustica der römischen Kaiserzeit und Siedlung der späten römischen Kaiserzeit.                                    | D-1-7235-0075 |                |
| Menning (Standort)               | Siedlung des Neolithikums, der Bronzezeit, der Hallstattzeit, der frühen Latènezeit und der römischen Kaiserzeit (Villa rustica).                   | D-1-7235-0076 |                |
| Menning (Standort)               | Siedlung des Mittel- und Jungneolithikums, der Bronzezeit und der Urnenfelderzeit; Gräber des Jungneolithikums und der Frühbronzezeit.              | D-1-7235-0077 |                |
| Menning (Standort)               | Siedlung des Spät- und des Endneolithikums, der Urnenfelderzeit und der Hallstattzeit.                                                              | D-1-7235-0078 |                |
| Menning (Standort)               | Siedlung und verebnete Grabhügel vorgeschichtlicher Zeitstellung. Siehe auch: Hügelgrab                                                             | D-1-7235-0080 |                |
| Menning (Standort)               | Mittelalterliche und frühneuzeitliche Befunde im Bereich der Katholischen Filialkirche St. Peter bei den Auhöfen, darunter Gräber des Mittelalters. | D-1-7235-0081 |                |
| Menning (Standort)               | Siedlung vor- und frühgeschichtlicher Zeitstellung.                                                                                                 | D-1-7235-0082 |                |
| Menning (Standort)               | Siedlung der Urnenfelderzeit und der Hallstattzeit, Grabenwerk vorgeschichtlicher Zeitstellung. Siehe auch: Grabenwerk                              | D-1-7235-0083 |                |
| Menning (Standort)               | Siedlung des Neolithikums, der Hallstattzeit und der Spätlatènezeit.                                                                                | D-1-7235-0084 |                |
| Menning (Standort)               | Siedlung der Vorgeschichte. | D-1-7235-0085 |                |
| Menning (Standort)               | Siedlung vorgeschichtlicher Zeitstellung, darunter der Hallstattzeit.                                                                               | D-1-7235-0086 |                |
| Menning (Standort)               | Siedlung der Vorgeschichte. | D-1-7235-0088 |                |
| Menning (Standort)               | Teilstück einer Straße der römischen Kaiserzeit. | D-1-7235-0089 |                |
| Menning (Standort)               | Siedlung der Vorgeschichte und der römischen Kaiserzeit, Grabenanlage vor- und frühgeschichtlicher Zeitstellung.                                    | D-1-7235-0090 |                |
| Menning (Standort)               | Siedlung der Vorgeschichte. | D-1-7235-0091 |                |
| Menning (Standort)               | Siedlung der frühen und der späten Bronzezeit. | D-1-7235-0092 |                |
| Menning (Standort)               | Siedlung vor- und frühgeschichtlicher Zeitstellung.                                                                                                 | D-1-7235-0093 |                |
| Menning (Standort)               | Siedlung vor- und frühgeschichtlicher Zeitstellung.                                                                                                 | D-1-7235-0095 |                |
| Menning Kirchstraße 6 (Standort) | Mittelalterliche und frühneuzeitliche Befunde im Bereich der Katholischen Pfarrkirche St. Martin in Menning.                                        | D-1-7235-0141 | weitere Bilder |
| Menning (Standort)               | Siedlung des Mittelneolithikums, der vorgeschichtlichen Metallzeiten und der römischen Kaiserzeit; Gräber des frühen Mittelalters.                  | D-1-7235-0299 |                |
| Menning (Standort)               | Gräber der Glockenbecherkultur, Siedlung der Urnenfelder- und der Hallstattzeit. Siehe auch: Glockenbecherkultur                                    | D-1-7235-0442 |                |
| Menning (Standort)               | Siedlung vorgeschichtlicher Zeitstellung, Gräber des Endneolithikums.                                                                               | D-1-7235-0443 |                |
| Menning (Standort)               | Siedlung der Urnenfelderzeit. | D-1-7235-0444 |                |
| Menning (Standort)               | Siedlung der Bronzezeit. | D-1-7235-0448 |                |
| Menning (Standort)               | Siedlung der Latènezeit. | D-1-7235-0452 |                |

### Bodendenkmäler in der Gemarkung Oberdolling
| Lage                   | Objekt                           | Akten-Nr.     | Bild |
| ---------------------- | -------------------------------- | ------------- | ---- |
| Oberdolling (Standort) | Straße der römischen Kaiserzeit. | D-1-7135-0354 |      |

### Bodendenkmäler in der Gemarkung Oberhartheim
| Lage                                  | Objekt | Akten-Nr.     | Bild |
| ------------------------------------- | --- | ------------- | ---- |
| Oberhartheim (Standort)               | Siedlung des Mittelneolithikums und der römischen Kaiserzeit. Siehe auch: neolithikum, Römische Kaiserzeit                 | D-1-7135-0178 |      |
| Oberhartheim Kreisstraße 7 (Standort) | Mittelalterliche und frühneuzeitliche Befunde im Bereich der Katholischen Filialkirche Mariae Himmelfahrt in Oberhartheim. | D-1-7135-0345 |      |
| Oberhartheim (Standort)               | Siedlung vor- und frühgeschichtlicher Zeitstellung.                                                                        | D-1-7135-0349 |      |
| Oberhartheim (Standort)               | Siedlung vor- und frühgeschichtlicher Zeitstellung.                                                                        | D-1-7135-0350 |      |
| Oberhartheim (Standort)               | Siedlung vor- und frühgeschichtlicher Zeitstellung.                                                                        | D-1-7135-0353 |      |
| Oberhartheim (Standort)               | Siedlung vor- und frühgeschichtlicher oder mittelalterlicher Zeitstellung.                                                 | D-1-7135-0392 |      |
| Oberhartheim (Standort)               | Grabenanlage vor- und frühgeschichtlicher Zeitstellung.                                                                    | D-1-7235-0087 |      |
| Oberhartheim (Standort)               | Siedlung vor- und frühgeschichtlicher Zeitstellung.                                                                        | D-1-7235-0369 |      |

### Bodendenkmäler in der Gemarkung Oberwöhr
| Lage                | Objekt                                                                                                  | Akten-Nr.     | Bild |
| ------------------- | --- | ------------- | ---- |
| Oberwöhr (Standort) | Siedlung vorgeschichtlicher Zeitstellung, Gräber der Urnenfelderzeit. Siehe auch: Urnenfelderzeit       | D-1-7235-0005 |      |
| Oberwöhr (Standort) | Siedlung vor- und frühgeschichtlicher Zeitstellung.                                                     | D-1-7235-0009 |      |
| Oberwöhr (Standort) | Siedlung vor- und frühgeschichtlicher Zeitstellung und Teilstück einer Straße der römischen Kaiserzeit. | D-1-7235-0056 |      |
| Oberwöhr (Standort) | Siedlung und Straße vor- und frühgeschichtlicher Zeitstellung.                                          | D-1-7235-0326 |      |
| Oberwöhr (Standort) | Teilstück einer Straße vor- und frühgeschichtlicher Zeitstellung.                                       | D-1-7235-0330 |      |
| Oberwöhr (Standort) | Siedlung des Hoch- und Spätmittelalters und der frühen Neuzeit.                                         | D-1-7235-0437 |      |
| Oberwöhr (Standort) | Siedlung vor- und frühgeschichtlicher oder mittelalterlicher Zeitstellung.                              | D-1-7235-0438 |      |
| Oberwöhr (Standort) | Straße der römischen Kaiserzeit mit begleitenden Materialentnahmegruben.                                | D-1-7235-0445 |      |

### Bodendenkmäler in der Gemarkung Rockolding
| Lage                               | Objekt | Akten-Nr.     | Bild           |
| ---------------------------------- | --- | ------------- | -------------- |
| Rockolding (Standort)              | Siedlung vor- und frühgeschichtlicher Zeitstellung, unter anderem der mittleren Bronzezeit.                                               | D-1-7235-0057 |                |
| Rockolding (Standort)              | Siedlung vorgeschichtlicher Zeitstellung und Gräber der Urnenfelderzeit. Siehe auch: Urnenfelderzeit                                      | D-1-7235-0058 |                |
| Rockolding (Standort)              | Straßen- oder Militärstation der römischen Kaiserzeit sowie Siedlung, Grabenwerk und Altstraße vor- und frühgeschichtlicher Zeitstellung. | D-1-7235-0312 |                |
| Rockolding (Standort)              | Siedlung und Grabenwerk vor- und frühgeschichtlicher Zeitstellung.                                                                        | D-1-7235-0331 |                |
| Rockolding (Standort)              | Siedlung und Grabenwerke vor- und frühgeschichtlicher Zeitstellung.                                                                       | D-1-7235-0332 |                |
| Rockolding (Standort)              | Siedlung vor- und frühgeschichtlicher Zeitstellung, Straße der römischen Kaiserzeit.                                                      | D-1-7235-0334 |                |
| Rockolding Kirchplatz 4 (Standort) | Mittelalterliche und frühneuzeitliche Befunde im Bereich der Katholischen Filialkirche St. Martin in Rockolding. Siehe auch: Rockolding   | D-1-7235-0335 | weitere Bilder |
| Rockolding (Standort)              | Siedlung, Grabenwerk und Straße vor- und frühgeschichtlicher Zeitstellung.                                                                | D-1-7235-0336 |                |
| Rockolding (Standort)              | Gräber der Urnenfelderzeit und der Hallstattzeit, Siedlung und Straße vor- und frühgeschichtlicher Zeitstellung.                          | D-1-7235-0337 |                |
| Rockolding (Standort)              | Siedlung und Straße vor- und frühgeschichtlicher Zeitstellung.                                                                            | D-1-7235-0338 |                |
| Rockolding (Standort)              | Siedlung der frühen bis mittleren Bronzezeit, Gräber der späten Bronzezeit und frühen Urnenfelderzeit.                                    | D-1-7235-0339 |                |
| Rockolding (Standort)              | Siedlung vor- und frühgeschichtlicher Zeitstellung.                                                                                       | D-1-7235-0340 |                |
| Rockolding (Standort)              | Siedlung vor- und frühgeschichtlicher Zeitstellung.                                                                                       | D-1-7235-0341 |                |
| Rockolding (Standort)              | Siedlung vor- und frühgeschichtlicher Zeitstellung.                                                                                       | D-1-7235-0365 |                |
| Rockolding (Standort)              | Gräbern der späten Bronzezeit und Urnenfelderzeit.                                                                                        | D-1-7235-0366 |                |
| Rockolding (Standort)              | Siedlung vor- und frühgeschichtlicher Zeitstellung.                                                                                       | D-1-7235-0367 |                |
| Rockolding (Standort)              | Siedlung vor- und frühgeschichtlicher Zeitstellung.                                                                                       | D-1-7235-0368 |                |

### Bodendenkmäler in der Gemarkung Unterdolling
| Lage                    | Objekt                           | Akten-Nr.     | Bild |
| ----------------------- | -------------------------------- | ------------- | ---- |
| Unterdolling (Standort) | Straße der römischen Kaiserzeit. | D-1-7135-0214 |      |

### Bodendenkmäler in der Gemarkung Vohburg a.d.Donau
| Lage                                                                                                | Objekt | Akten-Nr.     | Bild           |
| --------------------------------------------------------------------------------------------------- | --- | ------------- | -------------- |
| Vohburg a.d.Donau Ulrich-Steinberger-Platz 12 (Standort)                                            | Mittelalterliche und frühneuzeitliche Befunde im Bereich der ehemaligen Pfarrkirche St. Andreas in Vohburg mit hoch- und spätmittelalterlichen Vorgängerbauten sowie frühneuzeitlichen Kirchenbestattungen.                          | D-1-7235-0052 | weitere Bilder |
| Vohburg a.d.Donau (Standort)                                                                        | Höhensiedlung der frühen und mittleren Bronzezeit und der frühen Latènezeit, Burganlage des frühen, hohen und späten Mittelalters, Gräber des hohen Mittelalters und Siedlungsbefunde der Neuzeit. Siehe auch: Burg Vohburg          | D-1-7235-0053 |                |
| Vohburg a.d.Donau (Standort)                                                                        | Mittelalterliche und frühneuzeitliche Befunde im Bereich der Stadttore von Vohburg. | D-1-7235-0054 |                |
| Vohburg a.d.Donau Burghof 6 (Standort)                                                              | Mittelalterliche und frühneuzeitliche Befunde im Bereich der Katholischen Pfarrkirche St. Peter in Vohburg, darunter Vorgängerbauten des frühen, hohen und späten Mittelalters sowie Gräber des frühen Mittelalters und der Neuzeit. | D-1-7235-0319 | weitere Bilder |
| Vohburg a.d.Donau (Standort)                                                                        | Siedlungen vor- und frühgeschichtlicher Zeitstellung, darunter Siedlung und Gräber karolingisch-ottonischer Zeit. Siehe auch: Karolinger, Liudolfinger                                                                               | D-1-7235-0322 |                |
| Vohburg a.d.Donau (Standort)                                                                        | Siedlung vor- und frühgeschichtlicher Zeitstellung. | D-1-7235-0324 |                |
| Vohburg a.d.Donau (Standort)                                                                        | Mittelalterliche und frühneuzeitliche Befunde im Bereich der ehemals befestigten Altstadt von Vohburg a.d. Donau. | D-1-7235-0343 |                |
| Vohburg a.d.Donau (Standort)                                                                        | Körpergräber vor- und frühgeschichtlicher Zeitstellung. Siehe auch: Körpergrab | D-1-7235-0353 |                |
| Vohburg a.d.Donau Ulrich-Steinberger-Platz 5 (Standort)                                             | Mittelalterliche und frühneuzeitliche Befunde im Bereich der Katholischen Filialkirche St. Antonius in Vohburg. | D-1-7235-0355 | weitere Bilder |
| Vohburg a.d.Donau (Standort)                                                                        | Siedlung und Grabenwerk vor- und frühgeschichtlicher Zeitstellung. | D-1-7235-0356 |                |
| Vohburg a.d.Donau (Standort)                                                                        | Siedlung vor- und frühgeschichtlicher Zeitstellung. | D-1-7235-0357 |                |
| Vohburg a.d.Donau (Standort)                                                                        | Siedlung vor- und frühgeschichtlicher Zeitstellung. | D-1-7235-0358 |                |
| Vohburg a.d.Donau Alte Landgerichtsstraße 14; Reinschmiedstraße 12; Reinschmiedstraße 10 (Standort) | Mittelalterliche und frühneuzeitliche Befunde im Bereich der ehemaligen Katholischen Spitalkirche Hl. Geist in Vohburg. | D-1-7235-0439 |                |

### Bodendenkmäler in der Gemarkung Westenhausen
| Lage                    | Objekt                                                              | Akten-Nr.     | Bild |
| ----------------------- | ------------------------------------------------------------------- | ------------- | ---- |
| Westenhausen (Standort) | Siedlung und Grabenwerk vor- oder frühgeschichtlicher Zeitstellung. | D-1-7235-0433 |      |